# Пеласги

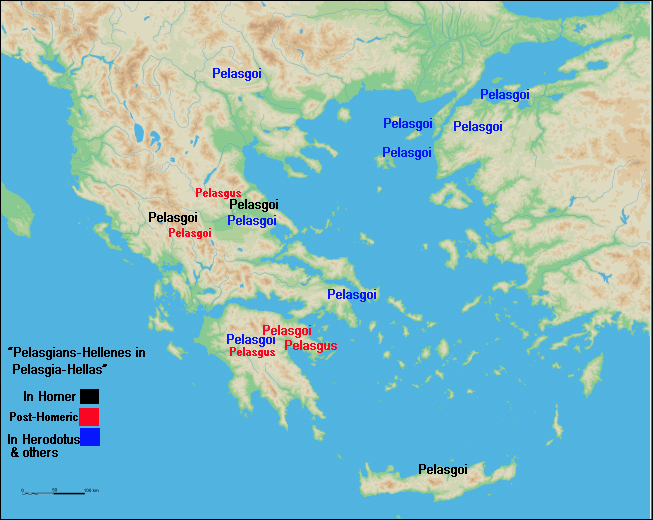
Географічне розселення пеласгів відповідно до свідчень давногрецьких істориків та географів

Пеласги, пелазги (грец. Πελασγοί) — ім'я, яким давньогрецькі історики та географи іменували догрецький народ, що населяв Елладу до виникнення мікенської цивілізації.

## Походження
У міфологічній традиції прабатьком пеласгів вважається міфічний Пелазг, цар Арголіди, за іменем якого названі мешканці Греції.
Історичне існування догрецького населення Еллади на сучасному етапі не викликає жодних сумнівів у дослідників, хоча достовірних підтверджень факту, що сам народ іменував себе саме пеласгами немає. Висувається теорія, що пеласги мали індоєвропейське походження, як і греки, що оселились на Пелопоннесі і жили пліч-о-пліч із пеласгами. Лише дорійці, що останніми з греків оселились на Пелопоннесі у XII столітті до н. е., частково витіснили, а частково асимілювали пеласгів під час так званого дорійського вторгнення.
Свідчення існування пеласгів збереглись у деяких географічних назвах сучасної Греції. Основу ж пеласгійської спадщини становить, так зване, Кадмове письмо — протогрецьке письмо та один з варіантів протосемітського письма, від якого походять усі відомі алфавіти світу.

## Географія розселення

### Крит
Пеласгів серед населення Криту згадують Гомер та Діонісій Галікарнаський. У Діодора Сицилійського наведено дві різні версії колонізації: за однією з них, Тектам прибув на Крит на чолі еолійців та пеласгів. За іншим переказом, пелазги прибули на Крит після етеокритян, але раніше дорійців на чолі з Тектамом. Втім, історики Стафіл і Андрон, які тлумачили Гомера, розповідаючи про переселення на Крит дорійців із Гестіеотіди, пеласгів не згадує.

### Пелопоннес
Герой-прабатько пеласгів згадується у родоводах міфічних царів Аркадії та Арголіди починаючи з Гесіода. В інших регіонах Пелопоннесу роль пеласгів малопомітна. Згідно з Геродотом, до приходу Даная і Ксуфа іонійці у Пелопоннесі називалися пеласгами та егіалеями. Діонісій Галікарнаський вважає Арголіду первісною батьківщиною пеласгів і зазначає звичаї, близькі аргоським, в Італії, пов'язуючи їх з переселенням пеласгів. Страбон відзначав їх походження з Аркадії. Назва Пеласгіотіда могла поширюватися на весь Пелопоннес — країну, підкорену Пелопом. За розповіддю Павсанія, Нелей та пеласги прийшли з Іолка і вигнали Піласа з Мессинії. В Аргосі був храм Деметри Пеласгійської, а в храмі Деметри у Лаконіці перебувала дерев'яна статую Орфея роботи пеласгів.

### Беотія та Аттика
За версією Діонісія Галікарнаського, пеласги прийшли в Беотія, Фокіду і Евбею з Фессалії. Як вказує Страбон, фіванці і орхоменці вигнали пеласгів в Афіни, де вони жили під Гіметтом. Перебування ж у Афінах відзначають багато істориків, починаючи з Гакатея, який розповідав, як афіняни вигнали пеласгів. Загальне у всіх переказах те, що згадується будівництво пеласгами стіни акрополя та поселення їх біля підніжжя Гіметта, а потім вигнання.
Павсаній уточнює, що частину стіни акрополя звели пеласги Агрол і Гіпербій, які пізніше переселилися в Акарнанію. Пізніше в містечку Пеларгік біля підніжжя акрополя оракул забороняв селитися, а саму фортецю Геродот називає Пеларгічною. Згідно з Павсанієм, жриця кабірів в Беотії носила ім'я Пеларга.

### Фессалія, Епір та Македонія
Одна з чотирьох головних областей Фессалії в історичний час носила назву Пеласгіотіда. Пеласгічні рівнини простягалися від Фер до Магнесії. Уже Гомер і Геродот пов'язують пеласгів із Додонским оракулом. Елліністичний історик Свида писав, що це святилище було перенесено з Фессалії, з області пеласгів, близько Скотусси, тому Зевс названий пеласгійським.
У поемі Аполлонія Родосського пеласги, як правило, синонім для фессалійців. Так, він згадує «пеласгійську Геру», якою знехтував Пелій, «пеласгів край», Іолк Пеласгійський, «пеласгійську землю», «пеласгійску країну».
Античні історики наводять низку версій вигнання або асиміляції фессалійських пеласгів. Згідно з Ієронімом з Кардії, пеласги були вигнані з Фессалії до Італії лапітами. За розповіддю Діодора, Тріоп разом із синами Девкаліона вигнав з Фессалії пеласгів і отримав частину Дотійської рівнини. За ще одним переказом, вже після Троянської війни Антиф, син Фессала, прибув до пеласгів, захопив країну і назвав її Фессалією. Висловлювалася також думка, що і народ Македонії спочатку називався пеласгами.

### Узбережжя Фракії та Північні Егейські острови
Найдостовірніші відомості, наведені Геродотом і Фукідідом про сучасний їм час. У добу Геродота пеласги населяли Крестон, Плакію та Скіллак на північному узбережжі Егейського моря. Фукідід також підтверджує, що в його час на півострові Халкідіки жили пеласги, які колись проживали на Лемносі та в Афінах. При цьому він ототожнює їх із тирсенами. За Антиклідом, пеласги, яких він ототожнював з тирренами, першими заселили області близько Лемноса та Імброса. Страбон вказує, що на півострові Айон-Орос колись жили пеласги з острова Лемнос, які ділилися на п'ять громад: Клеони, Олофіксій, Акрофі, Діон, Фісс.
Вигнані з Аттики, пеласги вигнали з Лемноса мініїв — нащадків аргонавтів, після чого викрали афінських жінок із Браврона. За розповіддю Геродота, це вигнання мініїв сягає часу спартанця Фераса, тобто початку 11 століття до н. е. Відповідно ж версії Філохора, пеласги на Лемносі називалися синтіями. Тим самим їх перебування на Лемносі історик відносив до часів задовго до початку Троянської війни, адже синтіїв, яких згадував і Гомер, античні автори вважали фракійцями.

### Додеканес, Кіклади, Лесбос та Мала Азія
За Геродотом, мешканці островів, що боролись із Ксерксом під час греко-перських воєн, належали до пеласгів і пізніше були названі іонійцями. Крім того, «пеласгічні аркадці» були однією з груп, яка брала участь в іонійській колонізації. В одній з поем про аргонавтів згадувалося, що доліони сплутали аргонавтів із військом пеласгів. Страбон відзначає, що кавконів у Віфінії деякі називали пеласгами.
Поселення пеласгів на Лесбосі і його назва Пеласгія згадуються Страбоном та Діонісієм Галікарнасським. За Страбоном, лесбійці стверджували, що вони були підвладні Пілею, наміснику пеласгів. За свідченням Діодора, Ксанф (син Тріопа) правив аргосськими пеласгами, потім із пеласгами правив у Лікії, згодом захопив Лесбос, назвавши його Пеласгією.
За згадками Страбона, історик Менекрат з Елеї стверджував, що колись усе іонійське узбережжя та острови населяли пеласги. Також хіосці називали пеласгів із Фессалії засновниками поселень. Частина володінь у лелегів та пеласгів відвоювали карійці, що переселилися з острова на материк. Коментуючи Гомера і намагаючись визначити, яке з багатьох міст під назвою Лариса мав на увазі поет, Страбон поміщає пеласгів поруч з кілікійцями. Згадується в «Іліаді» Лариса, на його думку, розташовувалася близько Кіми і відома як Фріконіда. Страбон розповідає, що в цій Ларисі Фріконійській почитали правителя Піаса, якого власна дочка втопила у бочці з вином. Пізніше еолійці, відвоювали Ларису у пеласгів та заснували Кіму.

### Італія
За версією Діонісія Галікарнасського, пеласги переселившись з Фессалії через Епір, уклали союз з народом Лаціо та вигнали сікелів. Згідно з Зенодотом Трезенським, омбрикі були вигнані пеласгами та почали називатися сабінянами. У омбриків пеласги також відняли Кротон. Діонісій Галікарнасський припускає, що багато міст тирренів спершу носили пеласгійські назви. На його думку, пеласгам належали Цере, Піза, Сатурнія, Алсій, Фалерії, Фесценій.
Страбон згадує, що Неаполем і Помпеями колись володіли тиррени та пеласги, а потім самніти. Він наводить переказ про те, що містечко Регіс-Вілла — колишній палац якогось пеласга Малея. Сілій Італік згадує про Езісе, царя пеласгів, від якого ніби-то одержали назву священні прихистки «азілі» у Піцені.
Плутарх серед інших згадує версію, що Рим отримав своє ім'я від пеласгів, які обійшли ледь не весь світ. Згідно з рядками Вергілія, пеласги, перші володарі Лаціо, присвятили гай Сільвану поблизу Цере. Пізніше пеласги поступилися своєю могутністю тирренам. Хоча низка античних авторів вважала, що відбулася просто зміна імені. Так, місто пеласгів Агілла було захоплене тирренами і перейменовано на Цере. Лікофрон згадує, що тиррени відвоювали у лігурів і пеласгів Пізу.

### Україна
Про заселення території України племенами пеласгів у IV — III тисячолітті до н. е. висловлювали гіпотези вчені ХІХ ст. (Єгор Классен, Олександр Чертков та інші). Академік Олексій Соболевський ототожнював пеласгів з населенням трипільської археологічної культури і вважав їх предками кімерійців.